# Borut Sajovic
Borut Sajovic (ur. 18 lipca 1960 w Kranju) – słoweński polityk, lekarz weterynarii i samorządowiec, deputowany do Zgromadzenia Państwowego, od 2024 minister obrony.

## Życiorys
Absolwent szkoły średniej w rodzinnej miejscowości (1979) oraz medycyny weterynaryjnej na Uniwersytecie Lublańskim (1984). Na tej samej uczelni w 1988 uzyskał magisterium w tej dziedzinie. Pracował jako lekarz weterynarii. Był związany z Liberalną Demokracją Słowenii. Od 1991 był radnym wsi Kovor, w latach 1998–2006 stał na czele samorządu tej wspólnoty lokalnej. Od 2004 do 2011 zasiadał w Zgromadzeniu Państwowym. W 2006 został burmistrzem gminy Tržič, pełnił tę funkcję do 2022. W tym samym roku z ramienia Ruchu Wolności ponownie uzyskał mandat poselski, został następnie przewodniczącym frakcji deputowanych swojego ugrupowania.
W październiku 2024 objął urząd ministra obrony w rządzie Roberta Goloba.